# Bertil Gustavsson
För fackföreningsledaren, se Bertil Gustavsson (fackföreningsman) (1927–2001), för datavetaren se Bertil Gustafsson (född 1939)
Bertil Einar Gustavsson, född den 5 mars 1907 i Ivetofta församling, Kristianstads län, död den 11 juni 1984 i Osby, Kristianstads län, var en svensk friidrottare (stavhopp). 
Gustavsson vann SM-guld i stavhopp tre gånger. Han tävlade för Gammalstorps GoIF. År 1941 blev han Stor grabb.